# Cheilosia catalina
Cheilosia catalina är en tvåvingeart som först beskrevs av Shannon 1922.  Cheilosia catalina ingår i släktet örtblomflugor, och familjen blomflugor.
Artens utbredningsområde är Arizona. Inga underarter finns listade i Catalogue of Life.